# 落合村 (長野県)
落合村（おちあいむら）は、長野県諏訪郡にあった村。概ね現在の富士見町大字落合にあたる。

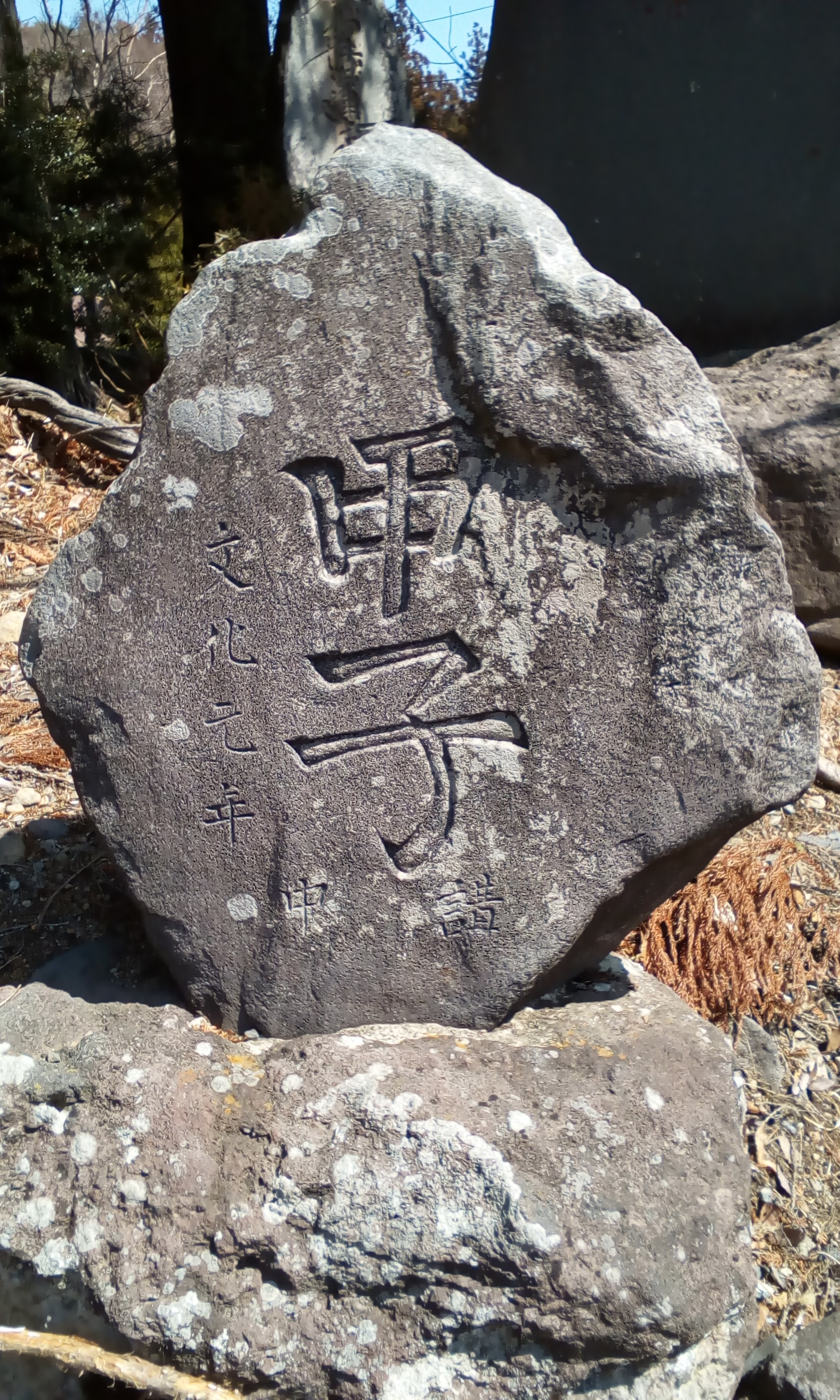
真福寺　甲子塔

## 地理
- 河川：釜無川、武智川、立場川

## 歴史
- 1874年（明治7年）10月25日 - 筑摩県諏訪郡上蔦木村・下蔦木村・神代村・平岡村・机村・瀬沢村・瀬沢新田村・先能村・木戸口新田村・烏帽子新田村が合併して落合村となる。
- 1876年（明治9年）8月21日 - 長野県の所属となる。
- 1889年（明治22年）4月1日 - 町村制の施行により、落合村が単独で自治体を形成。
- 1955年（昭和30年）4月1日 - 富士見村・境村・本郷村と合併して富士見町が発足。同日落合村廃止。

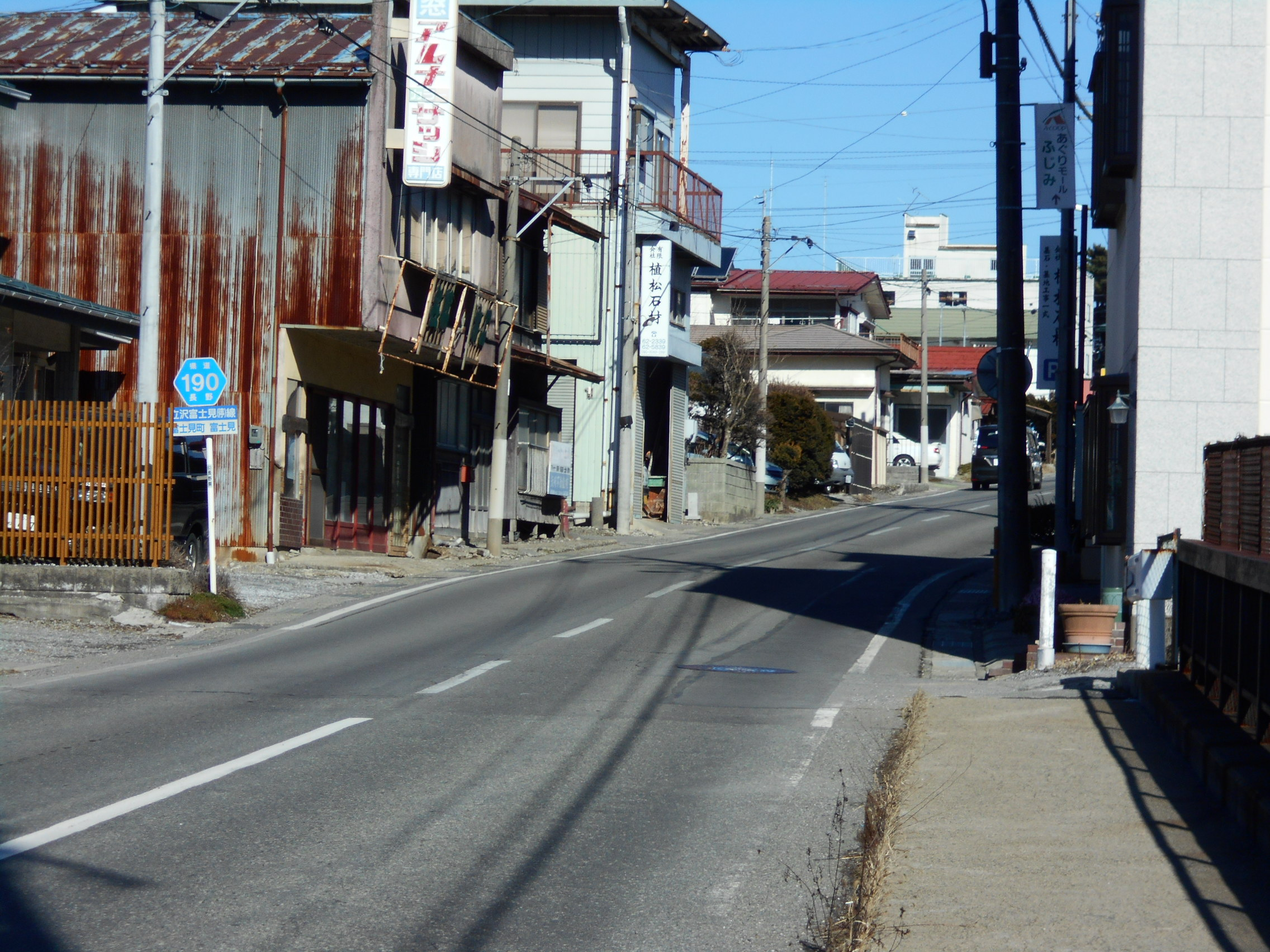
当時未開通の長野県道190号立沢富士見停車場線

## 交通

### 鉄道路線
村域を日本国有鉄道の中央本線が通過したが、駅は所在しなかった。富士見駅が富士見村の本村との境界付近に所在。

### 道路
現在は旧村域に中央自動車道の富士見バスストップが所在するが、当時は未開通。
- 国道20号